# Giovanni Pansa
Giovanni Pansa (Sulmona, 21 marzo 1865 – 19 gennaio 1929) è stato un archeologo, avvocato e storico italiano.

## Biografia
Nacque nel sestiere storico Porta Japasseri, in via De Nino, come ricorda una lapide affissa sulla sua casa. Nel 1873 studiò a Firenze dai padri Barnabiti, dove apprese l'erudizione per la ricerca archeologica, e si appassionò agli studi umanistici. Nel 1884 Pansa si iscrisse a medicina presso l'Università di Bologna, terminando tuttavia, di mala voglia, gli studi molto tardi.. Passando poi a Roma, Pansa si appassionò gli studi archeologici, in particolare si interessò alla numismatica, venendo avviato alla ricerca sia da Giovanni Battista De Rossi, che dal suo compatriota Nunzio Federigo Faraglia, che lo prese come pupillo, insieme ad Antonio De Nino. Si laureò nel 1892 a fatica nel 1892 senza concludere l'attività forense, e tornò a Sulmona. Nel 1885 presso la Tipografia Carabba di Lanciano pubblicò il Saggio di uno studio sui dialetti abruzzesi, che verrà aspramente criticato da Ernesto Giammarco anni più avanti.

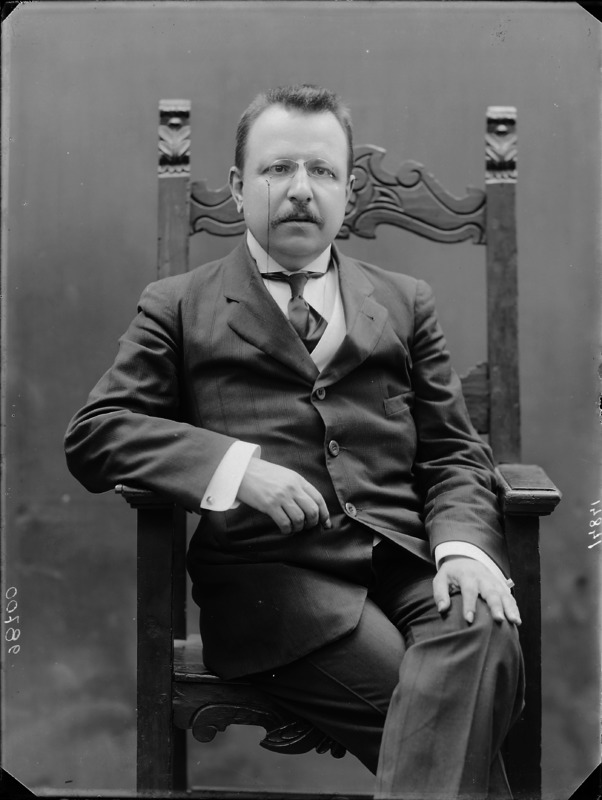
Benedetto Croce, il quale avviò Pansa al metodo critico tedesco

Fu per nove anni sindaco di Sulmona dal 1893 al 1901. Nel 1898, al culmine di varie querelles mosse contro di lui per i suoi progetti di valorizzazione culturale di Sulmona, venne persino ferito da un attentatore. In questi anni Pansa si dedica con l'amico Pietro Piccirilli e con Antonio De Nino allo studio dei monumenti locali, e al restauro degli stessi, promuovendo campagne di scavo archeologico. Interessandosi allo stesso tempo anche al folklore locale abruzzese, Pansa si distanzierà dal metodo di ricerca deniniano negli Usi e costumi abruzzesi, preferendo quello di Giuseppe Pitrè, ragion per cui trovò un buon collaboratore nel metodo d'indagine locale in Gennaro Finamore. Conobbe anche Benedetto Croce, che spesso da Napoli tornava nei soggiorni estivi nella Marsica, frequentando anche Sulmona, che avviò il Pansa al metodo d'indagine tedesco. Per questo Pansa, con i fratelli Rivera, il De Nino, il Piccirilli, Alfonso Dragonetti, partecipò nel 1888 alla fondazione a L'Aquila della Regia Deputazione abruzzese di storia patria (allora nota come Regia Società di Storia Patria degli Abruzzi). Nello stesso tempo Pansa pubblica alcuni articoli sulla "Rivista Abruzzese di Lettere, Scienze e Arti", fondata a Teramo nel 1886 da Luigi Savorini e Giacinto Pannella, che durerà fino al 1919.
Dopo varie collaborazioni con l'editrice Carabba di Lanciano, per cui pubblica vari saggi e studi, Pansa decide di realizzare un proprio progetto a Sulmona. Fondatore con Pietro Piccirilli della rivista "La rassegna Abruzzese di Scienze, Lettere ed Arte". Ha lasciato numerosi scritti (oltre 200) su storia locale, numismatica, archeologia, bibliografia, tradizioni popolari. Tra le pubblicazione più importanti: La leggenda macabra in Abruzzo (1898), L'epopea carolingia in Abruzzo (1899), quest'ultima riproposta nella collana dei Miti, leggende e superstizioni d'Abruzzo (1924), La leggenda del drago di San Leucio e le origini di Atessa (1899), anche questo articolo ripreso nel secondo volumi e dei Miti, leggende e superstizioni d'Abruzzo (1927).

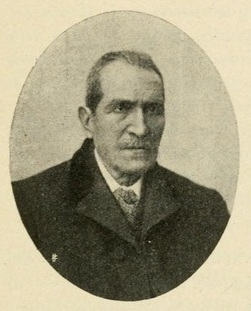
Antonio De Nino, uno dei maestri di Pansa

Suoi saggi sono apparsi, tra l'altro, sugli atti del Congrès international de Numismatique et d'Art de la Médaille (Bruxelles, 1910) e su riviste quali "Archivio storico italiano, "Lares", "Archivio storico per le provincie napoletane", "Rendiconti" della Accademia dei Lincei, "Mélanges d'archéologie et d'histoire", "Arte e Storia", "Rivista di Antropologia", "Bilychnis".
Al culmine della sua ricerca incentrata negli ultimi anni della vita sul folklore abruzzese, Pansa pubblicò Ovidio nel Medioevo e nella tradizione popolare (Sulmona, 1924), in cui riprende i temi già trattato in un saggio omonimo dal maestro Antonio De Nino. In questi anni Giovanni Pansa colleziona diversi documenti storici, diplomi, materiale archeologico, statuette, monete varie, che andranno dopo la sua morte a comporre il patrimonio del Fondo "Giovanni Pansa", conservato nella Biblioteca comunale "Vittoria Colonna" di Pescara (1977), e nella Collezione numismatica e archeologica "Giovanni Pansa", presso il Museo Archeologico Nazionale d'Abruzzo a Chieti (1952).
Nel 1925 fu inaugurata a Sulmona la statua monumentale a Ovidio in piazza XX Settembre, in presenza del Re Vittorio Emanuele III, e l'amministrazione comunale non invitò lo storico alla cerimonia; successivamente, per volere del sovrano, Pansa fu presente alla commemorazione. Morì nel 1929 stanco e malato, senza terminare le sue ricerche folkloristiche, lasciando numerosi appunti, donati poi dai familiari alla biblioteca civica di Pescara.

### Miti, leggende e superstizioni d'Abruzzo(1924-29)
La fama principale di Pansa è dovuta alla pubblicazione in due volumi dei Miti, leggende e superstizioni d'Abruzzo (Sulmona, Caroselli editore, 1924-1927), uno studio molto dettagliato delle ricerche dello storico, che in gran parte rielabora e raccoglie ricerche pubblicate dal demologo in altre riviste alla fine dell'Ottocento. Le ricerche sono corredate da un adeguato apparato bibliografico e di note; Pansa nella ricerca si avvicinò di più al metodo scientifico di Giuseppe Pitrè e Gennaro Finamore, distanziandosi dalle ricerche "letterarie" di De Nino sulle usanze abruzzesi, riguardo alle leggende popolari abruzzesi tramandate dagli abitanti (prese dunque dalla voce di popolo). A differenza di Finamore e De Nino, Pansa non realizzò dei manuali in cui raccolse tutte le leggende, ma si concentrò sullo studio di alcune specifiche. Nella stesura dell'opera, inizialmente prevista in tre volumi (l'ultimo pubblicato postumo a cura di Franco Cercone nel 1979), ma interrotta dalla morte del Pansa nel 1929, lo studioso considerò il folklore e il naturale approdo di un percorso scientifico, che aveva visto come passaggi obbligati non solo la storia e l'archeologia, ma anche la numismatica, per i problemi che essa pone nell'interpretazione delle rappresentazioni simboliche scelte per trasmettere un messaggio all'immaginario collettivo.
Le leggende, i miti, le tradizioni, sono raggruppate per sezioni e tematiche: si procede con un tema specifico della tradizione popolare, descrivendo la macro-regione, al provincia, la contrada dove tale folklore si manifesta, si analizzano le probabili cause storiche che ne hanno influenzato la diffusione, e si fanno comparazioni storiche con le principali vicende storiche dell'Abruzzo, successivamente, dopo aver analizzato adeguatamente le fonti, il Pansa inizia la narrazione del mito o della tradizione folkloristica, descrivendone le minuzie e le differenti versioni paese per paese dove essa è praticata. Si ricordano le leggende del mare, della montagna, delle streghe, dei malocchi, dei mostri della montagna, ma anche aneddoti sui santi, come San Leucio di Atessa, Celestino V dell'Aquila, o San Tommaso di Ortona.
Insieme alle ricerche di De Nino, il volume servì a molti scrittori abruzzesi, D'Annunzio compreso, per la narrazione di alcune tradizioni popolari dell'ambiente scelto per le storie dei loro romanzi, come le streghe di Guardiagrele per Il trionfo della morte di D'Annunzio (1894), o sempre per lo stesso romanzo il rito di esorcismo in una casa, oppure la processione della Madonna dei Miracoli a Casalbordino.

## Opere principali
- Saggio di uno studio sul dialetto abruzzese, Lanciano, R. Carrabba, 1885 (ristampa anastatica, Sala Bolognese, Forni, 1977)
- Notarelle di varia erudizione: storia, bibliografia, archeologia, Lanciano, R.Carabba, 1887
- Bibliografia storica degli Abruzzi: terzo supplemento alla Biblioteca storico-topografica degli Abruzzi di Camillo Minieri Riccio, Lanciano, R. Carabba, 1891
- La tipografia in Abruzzo dal sec. 15° al sec. 18°: saggio critico-bibliografico, Lanciano, R. Carabba, 1891
- Gli Orsini signori d'Abruzzo: studio storico, Lanciano, R. Carabba, 1892
- Il Chronicon Casauriense e le vicende dell'insigne monastero benedettino di S. Clemente alla Pescara: studio storico-critico, Lanciano, R. Carabba, 1893 (ristampa anastatica, Avezzano, Studio bibliografico A. Polla, 1983)
- Silvestro di Sulmona detto l'ariscola, scultore-architetto del sec. XV e le sue monumentali opere esistenti in Aquila degli Abruzzi: notizie e documenti, Lanciano, Rocco Carabba, 1894
- Emilio De Matteis: l'opera sua e i cronisti sulmonesi, Lanciano, Rocco Carabba, 1897
- Libri e librerie in Sulmona ne' sec. 13°-15°, Lanciano, Carabba, 1898
- L'epopea carolingia in Abruzzo: saggio critico, Casalbordino, De Arcangelis, 1899
- Osservazioni ed aggiunte al saggio critico-bibliografico sulla tipografia abruzzese dal sec. 15°al sec. 18°, Casalbordino, De Arcangelis, 1900
- Le relazioni commerciali di Sulmona con altre città d'Italia durante il secolo 14°: notizie e documenti, L'Aquila, S.Santini, 1902
- Gli ebrei in Aquila nel secolo 15°: l'opera dei Frati Minori ed il monte di pietà istituito da San Giacomo della Marca, Sulmona, Colaprete, 1905
- Giovanni Quatrario di Sulmona (1336-1402): contributo alla storia dell'umanesimo, Sulmona, Tip. editrice sociale, 1912
- Miti, leggende e superstizioni dell'Abruzzo, Sulmona, Edit.Caroselli, 1924 (ristampa anastatica, Bologna, Forni, 1970)
- Ovidio nel Medioevo e nella tradizione popolare, Sulmona, U. Caroselli, 1924
- Aniceto Chiappini (a cura), Bibliografia Abruzzese. Supplemento dei supplementi, L'Aquila 1964
- F. Cercone (a cura), Miti, leggende e superstizioni d'Abruzzo. Studi postumi, terzo volume, Japadre, L'Aquila 1979
- Storia, bibliografia, archeologia d'Abruzzo: noterelle di varia erudizione, Sala Bolognese, A. Forni, 1984
- Rassegna Abruzzese di Storia ed Arte (1897-1900)/ diretta da G. Pansa e P. Piccirilli, riedizione a cura di Giuseppe Papponetti, Regione Abruzzo, Assessorato alla Promozione culturale, 1992